# Clinton Morrison
Clinton Morrison (*Wandsworth, Londres, Inglaterra, 19 de febrero de 1979) es un exfutbolista irlandés, de origen trinitense. Jugaba de delantero y su último equipo fue el Mickleover F.C. de la Northern Premier League.

## Selección nacional
Ha sido internacional con la Selección de Irlanda, ha jugado 36 partidos internacionales y ha anotado 9 goles.

## Participaciones en Copas del Mundo
| Mundial              | Sede                  | Resultado    |
| -------------------- | --------------------- | ------------ |
| Copa Mundial de 2002 | Japón y Corea del Sur | 8.º de final |

## Clubes
| Club                   | País       | Año        |
| ---------------------- | ---------- | ---------- |
| Crystal Palace FC      | Inglaterra | 1996-2002  |
| Birmingham City        | Inglaterra | 2002-2005  |
| Crystal Palace FC      | Inglaterra | 2005-2008  |
| Coventry City          | Inglaterra | 2008-2010  |
| Sheffield Wednesday    | Inglaterra | 2010-2011  |
| Milton Keynes Dons     | Inglaterra | 2011       |
| Sheffield Wednesday    | Inglaterra | 2011-2012  |
| Brentford FC           | Inglaterra | 2012       |
| Colchester United      | Inglaterra | 2012- 2014 |
| Long Eaton United F.C. | Inglaterra | 2014       |
| Exeter City            | Inglaterra | 2014-2016  |
| Redditch United F.C.   | Inglaterra | 2016       |
| Mickleover F.C.        | Inglaterra | 2016-2017  |